# Bundestag
21e législature
Reichstag
Chambre du peuple (RDA)
Palais du Reichstag
Le Bundestag (/bundɛstaɡ/ ; en allemand : /ˈbʊndəsˌtaːk/ , litt. « Diète fédérale »,,) est l'assemblée parlementaire de la République fédérale d'Allemagne assurant la représentation du peuple allemand dans son ensemble.
Établi par la Loi fondamentale de 1949, il siège au palais du Reichstag à Berlin depuis 1999. Ses membres, les députés fédéraux, sont désignés lors des élections fédérales allemandes. L'actuelle législature s'est ouverte le 25 mars 2025.
Le Bundestag doit notamment élire le chancelier fédéral, sur proposition du président fédéral. Il peut aussi renverser le chef du gouvernement par le biais d'une motion de censure constructive.
Si le Bundestag est considérée comme une assemblée monocamérale, il partage néanmoins le pouvoir législatif fédéral avec le Bundesrat, représentation législative fédérale des 16 Länder allemands (Bundesländer), qui est parfois considéré comme la chambre haute d'un parlement bicaméral supposé.

## Histoire
En mars 2023, une loi réduit à terme le nombre de députés du Bundestag, qui passent de 736 à 630.

## Fonctions
Le système politique allemand étant un régime parlementaire, le Bundestag y joue un rôle central. Il exerce en coopération avec le Bundesrat le pouvoir législatif et le pouvoir constituant au niveau fédéral en adoptant les lois fédérales et les révisions de la Loi fondamentale. Il ratifie également les traités et adopte le budget fédéral. Il exerce une fonction de légitimation d'autres organes, notamment en élisant le chancelier fédéral et en participant à l'élection du président fédéral et des juges fédéraux. Enfin, il contrôle l'action du Gouvernement fédéral, qui est responsable devant lui, ainsi que les engagements des forces armées de la Fédération.

## Siège

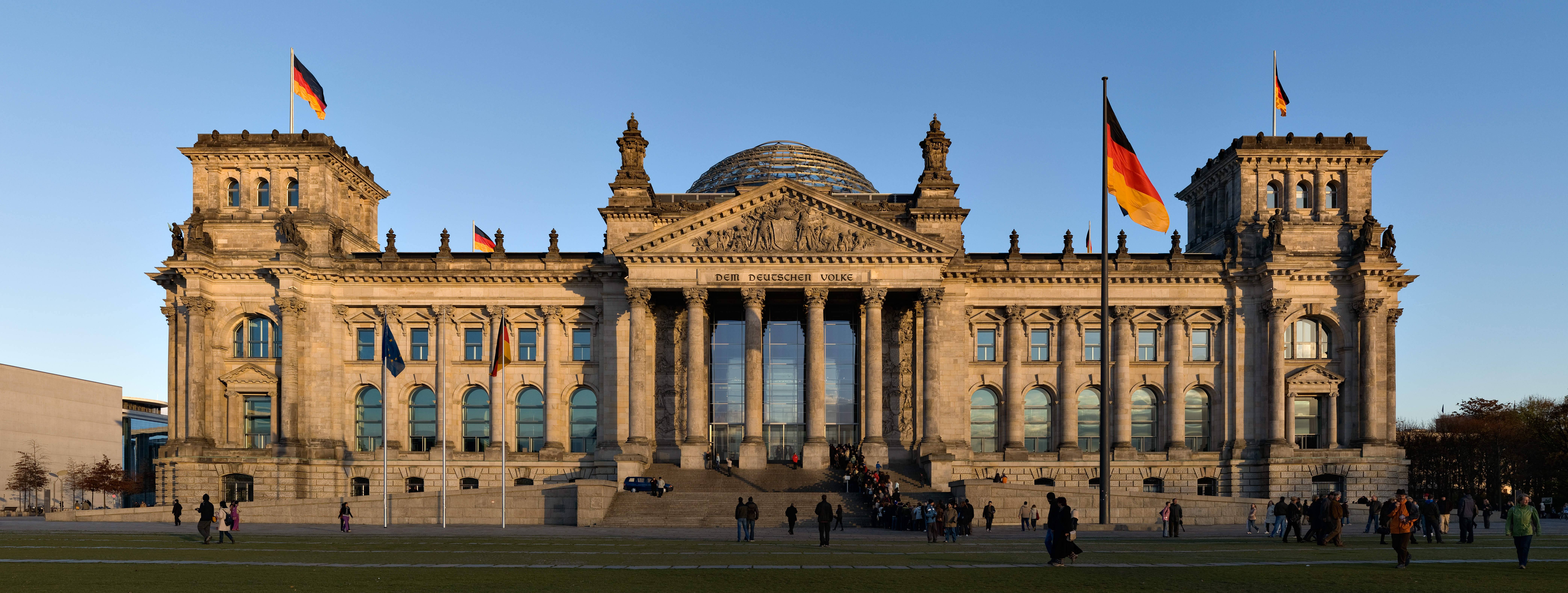
Le palais du Reichstag, siège du Bundestag.

Depuis 1999, le Bundestag siège au palais du Reichstag. Situé à Berlin, il a été construit au XIXe siècle et a fait l'objet d'une rénovation complète réalisée par l'architecte britannique Norman Foster. Précédemment, les députés fédéraux se réunissaient et travaillaient à la Bundeshaus à Bonn.
Des bâtiments abritant les bureaux de l'assemblée ont été édifiés à proximité de part et d'autre de la Spree, dans l'axe de la Chancellerie fédérale, et ont été baptisés des noms de Paul Löbe, député du SPD avant et après la Seconde Guerre mondiale et président du Reichstag, et Marie-Elisabeth Lüders, députée du FDP ayant combattu pour les droits des femmes sous la république de Weimar.

## Fonctionnement

### Élection

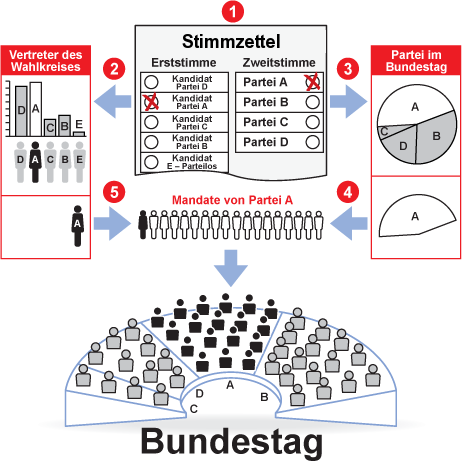
Présentation schématique du système électoral allemand.

Les députés (en allemand : Mitglieder des Bundestages (MdB)), sont élus pour une législature (en allemand : Wahlperiode) de quatre ans au scrutin majoritaire uninominal et proportionnel par compensation.
Conformément à la loi électorale fédérale, le Bundestag se compose de 598 députés, dont 299 élus au scrutin uninominal majoritaire à un tour dans 299 circonscriptions.
Le jour du scrutin, chaque électeur dispose de deux voix : 
- la « première voix » (en allemand : Erststimme) lui permet de voter pour un candidat de sa circonscription (en allemand : Direktkandidaten im Wahlkreis) ;
- la « seconde voix » (en allemand : Zweitstimme) lui permet de voter pour une liste de candidats présentée dans le cadre de son État fédéré (en allemand : Landesliste).

À l'issue du dépouillement, l'intégralité des 598 sièges est répartie au scrutin proportionnel de Sainte-Lagüe sur la base des secondes voix entre les partis politiques totalisant plus de 5 % des suffrages exprimés au niveau national ou qui l'ont emporté dans au moins trois circonscriptions. Le seuil de 5 % ne s'applique cependant pas aux partis représentant l'une des minorités officiellement reconnues par le gouvernement allemand — Sorabes, Danois, Frisons et Roms — pour lesquels seul le quotient électoral s'applique.
Une fois la répartition proportionnelle effectuée, les sièges alloués à chaque parti sont pourvus en priorité par les députés fédéraux élus au scrutin majoritaire. Les sièges non pourvus avec les « premières voix » sont ensuite comblés par les candidats présents sur les listes régionales.
Avec un tel mode de scrutin, il est possible pour un parti de remporter plus de sièges au scrutin majoritaire que ce que la répartition proportionnelle lui accorde. Ces mandats, qualifiés de supplémentaires (en allemand : Überhangmandat) sont conservés et des mandats complémentaires (en allemand : Ausgleichsmandat) sont alors attribués aux autres partis afin de rétablir la proportionnalité de la représentation parlementaire. Ainsi lors des élections fédérales du 24 septembre 2017, 111 sièges ont été ajoutés au Bundestag, qui compte donc 709 députés.

### Dissolution
Le Bundestag peut être dissous par le président fédéral (Bundespräsident) dans deux cas précis :
- si au début de la législature ou après le décès ou la démission du chancelier, le Bundestag n'arrive pas à élire de chancelier avec majorité absolue de ses membres (article 63 alinéa 4 de la loi fondamentale de la République fédérale d'Allemagne) ;
- sur proposition du chancelier, si le Bundestag répond négativement à la question de confiance posée par le chancelier (article 68 alinéa 1). Cette situation s'est déjà présentée en 1972 (chancelier : Willy Brandt, président : Gustav Heinemann) et en 1982 (chancelier : Helmut Kohl, président : Karl Carstens). Dans les deux cas, le chancelier s'est vu refuser la confiance à sa demande, dans le but de provoquer de nouvelles élections, ce qui n'est pas sans poser de problème du point de vue du droit constitutionnel. La cour constitutionnelle a limité une telle provocation de refus de la confiance avec décision du 16 février 1983.

Le 22 mai 2005 le chancelier Gerhard Schröder a annoncé après la défaite du SPD aux élections régionales de Rhénanie-du-Nord-Westphalie son intention de poser la question de confiance le 1er juillet 2005 pour donner au Président « tout pouvoir nécessaire pour résoudre la crise d'État actuelle ».
Comme prévu, le Bundestag a retiré sa confiance à Gerhard Schröder avec le vote du 1er juillet (confiance : 151 voix ; pas de confiance : 296 voix ; abstentions : 148 voix). Ensuite, le chancelier a demandé formellement au Président fédéral Horst Köhler de dissoudre le Bundestag. Le 21 juillet 2005, le Président a décrété la dissolution et fixé les élections au 18 septembre 2005, le premier dimanche après les vacances scolaires et dernier dimanche du délai constitutionnel de soixante jours. La Cour constitutionnelle a rejeté les recours de trois partis mineurs contre la dissolution comme irrecevables le 23 août et ceux des deux députés Jelena Hoffmann (SPD) et Werner Schulz (Verts) comme non fondés le 25 août.

### Organes

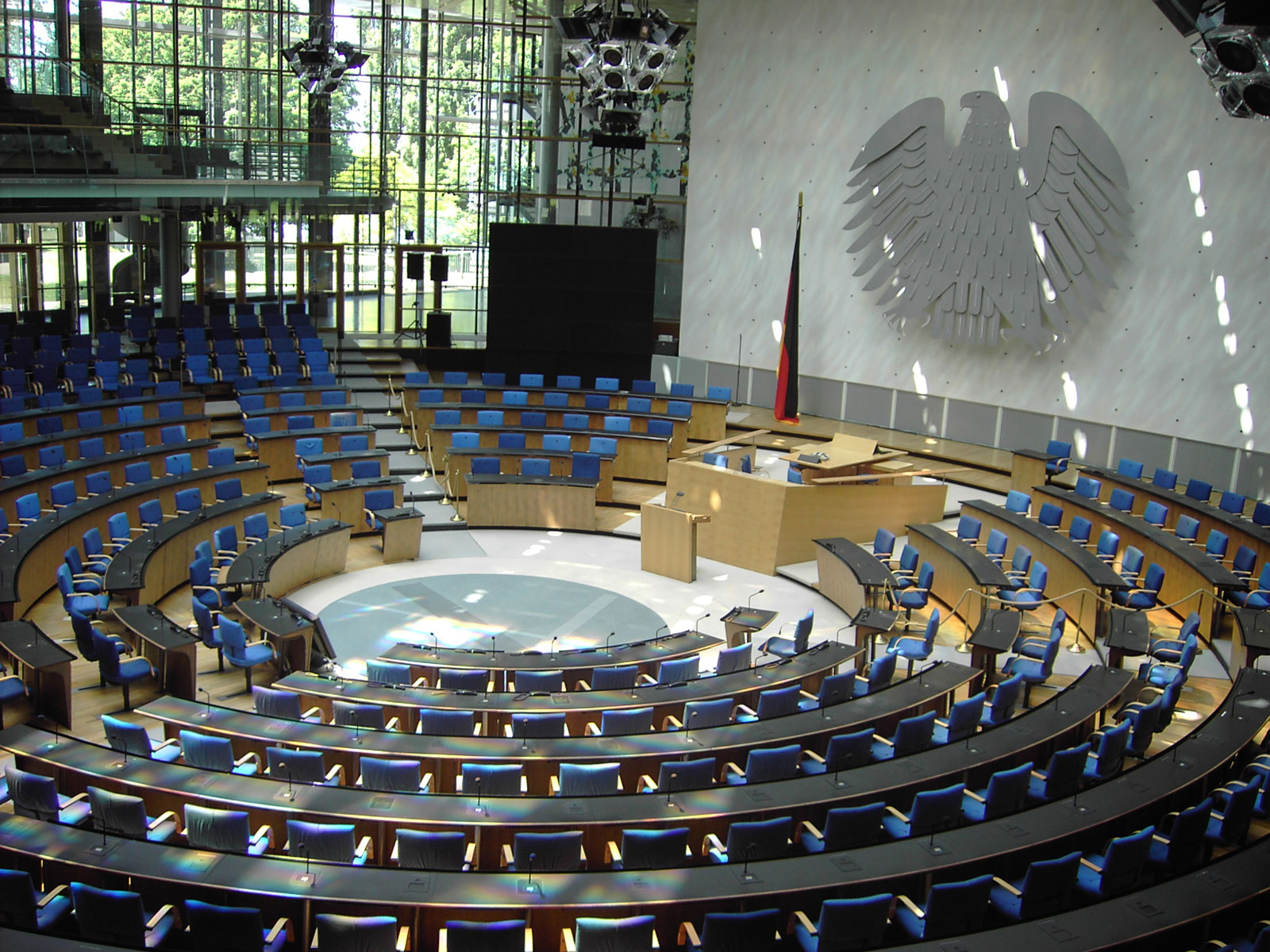
L'ancienne salle des séances du Bundestag, à Bonn, en 2005.

Les organes les plus importants du Bundestag sont les groupes parlementaires dit Fraktionen. Les groupes parlementaires organisent le travail législatif. Par exemple, ils préparent le travail des commissions, déposent les propositions de loi et d'amendement, etc.
Chaque groupe parlementaire comprend un président (Fraktionsvorsitzender), plusieurs vice-présidents et un comité directeur qui se réunit chaque semaine. Dans les débats ainsi que lors des votes la discipline de parti (Fraktionsdiziplin) est traditionnellement forte. Ainsi si on assiste aux débats du Bundestag on remarque que le vote se fait généralement par un signe du président du groupe parlementaire. Les partis veillent naturellement à cette discipline en affectant les circonscriptions ou les places sur les listes électorales.
Les organes du Bundestag comprennent également le conseil des doyens (Ältestenrat) et le præsidium (ou présidium). Le conseil est formé du présidium et 23 doyens des groupes parlementaires. Il sert notamment pour les négociations entre partis spécialement sur la présidence aux commissions parlementaires et l'ordre du jour. Quant au présidium, il se compose du président et d'un vice-président pour chaque groupe parlementaire au moins.
À chaque ministère correspond une commission parlementaire (actuellement 23).
Le Bundestag finance, aux termes de la loi, l'Institut allemand des droits humains.

#### Présidents
- 1949-1950 : Erich Köhler (CDU)
- 1950-1954 : Hermann Ehlers (CDU)
- 1954-1969 : Eugen Gerstenmaier (CDU)
- 1969-1972 : Kai-Uwe von Hassel (CDU)
- 1972-1976 : Annemarie Renger (SPD)
- 1976-1979 : Karl Carstens (CDU)
- 1979-1983 : Richard Stücklen (CSU)
- 1983-1984 : Rainer Barzel (CDU)
- 1984-1988 : Philipp Jenninger (CDU)
- 1988-1998 : Rita Süssmuth (CDU)
- 1998-2005 : Wolfgang Thierse (SPD)
- 2005-2017 : Norbert Lammert (CDU)
- 2017-2021 : Wolfgang Schäuble (CDU)
- 2021-2025 : Bärbel Bas (SPD)
- Depuis 2025 : Julia Klöckner (CDU)

#### Présidium
La présidence de la 21e législature est élue le 25 mars 2025.
| Fonction        | Nom | Nom              | Parti     | Land d'élection    |
| --------------- | --- | ---------------- | --------- | ------------------ |
| Présidente      |     | Julia Klöckner   | CDU       | Rhénanie-Palatinat |
| Vice-présidente |     | Andrea Lindholz  | CSU       | Bavière            |
| Vice-présidente |     | Josephine Ortleb | SPD       | Sarre              |
| Vice-président  |     | Omid Nouripour   | Verts     | Hesse              |
| Vice-président  |     | Bodo Ramelow     | Die Linke | Thuringe           |

Pour la 20e législature, la présidence est composée comme suit :
| Fonction        | Nom | Nom                   | Parti     | Land d'élection             |
| --------------- | --- | --------------------- | --------- | --------------------------- |
| Présidente      |     | Bärbel Bas            | SPD       | Rhénanie-du-Nord-Westphalie |
| Vice-présidente |     | Aydan Özoğuz          | SPD       | Hambourg                    |
| Vice-présidente |     | Yvonne Magwas         | CDU       | Saxe                        |
| Vice-présidente |     | Katrin Göring-Eckardt | Verts     | Bavière                     |
| Vice-président  |     | Wolfgang Kubicki      | FDP       | Schleswig-Holstein          |
| Vice-présidente |     | Petra Pau             | Die Linke | Berlin                      |

Pour la 19e législature, la présidence est composée comme suit :
| Fonction        | Nom | Nom                  | Parti     | Land d'élection    |
| --------------- | --- | -------------------- | --------- | ------------------ |
| Président       |     | Wolfgang Schäuble    | CDU       | Bade-Wurtemberg    |
| Vice-président  |     | Thomas Oppermann     | SPD       | Basse-Saxe         |
| Vice-président  |     | Hans-Peter Friedrich | CSU       | Bavière            |
| Vice-président  |     | Wolfgang Kubicki     | FDP       | Schleswig-Holstein |
| Vice-présidente |     | Petra Pau            | Die Linke | Berlin             |
| Vice-présidente |     | Claudia Roth         | Verts     | Bavière            |

#### Groupes parlementaires
- Groupe CDU/CSU au Bundestag, présidé par Jens Spahn (CDU, Rhénanie-du-Nord-Westphalie)
- Groupe SPD au Bundestag, présidé par Matthias Miersch (Basse-Saxe)
- Groupe Die Linke au Bundestag, coprésidé par Heidi Reichinnek et Sören Pellmann (respectivement de Basse-Saxe et de Saxe)
- Groupe Alliance 90 / Les Verts au Bundestag, coprésidé par Katharina Dröge et Britta Haßelmann (toutes deux de Rhénanie-du-Nord-Westphalie)
- Groupe AfD au Bundestag, coprésidé par Alice Weidel et Tino Chrupalla (respectivement du Bade-Wurtemberg et de Saxe).

#### Commissions parlementaires
Les commissions sont un élément clé du système parlementaire car les débats ne commencent en assemblée plénière que lorsque les objets ont été longuement discutés en leur sein. Formées à la demande d’au moins 25% des députés, ces commissions sont chargées de contrôler ponctuellement l’action gouvernementale sur des sujets précis. Elles peuvent auditionner des experts, rassembler des preuves, puis établissent un rapport, qui sera débattu par le Bundestag.
L’opposition joue un rôle important tant lors des questions au gouvernement (Fragestunde) qu'au sein des commissions.
Une particularité linguistique utile à signaler au lecteur francophone est la différence entre Untersuchungsausschuss et Enquetekommission. Un « Untersuchungsausschuss » est une commission d'enquête, alors que son faux ami « Enquetekommission » ne l'est pas, mais une commission parlementaire ad hoc, complétée par des experts externes, créée pour examiner de manière générale un sujet politique (par exemple les « questions éthiques de la biotechnologie »).

## Historique des législatures
| Législature | Élection | Élection | Début            | Fin               | Composition         | Gouvernement       | Gouvernement                                 |
| ----------- | -------- | --- | ---------------- | ----------------- | ------------------- | ------------------ | -------------------------------------------- |
| 1re         | 1949     | Premières élections libres depuis novembre 1932, premier gouvernement avec conservateurs, libéraux et droite.                                                                                                  | 7 septembre 1949 | 7 septembre 1953  | (Liste des députés) |                    | Adenauer I                                   |
| 2e          | 1953     | Sortie des communistes. | 6 octobre 1953   | 6 octobre 1957    | (Liste des députés) |                    | Adenauer II                                  |
| 3e          | 1957     | Majorité absolue de la CDU-CSU. | 15 octobre 1957  | 15 octobre 1961   | (Liste des députés) |                    | Adenauer III                                 |
| 4e          | 1961     | Coalition noire-jaune, dernière victoire d'Adenauer remplacé par Erhard. | 17 octobre 1961  | 17 octobre 1965   | (Liste des députés) |                    | Adenauer IV (1961-1963) Erhard I (1963-1965) |
| 5e          | 1965     | Avancée des sociaux-démocrates qui entrent en 1966 dans une grande coalition dont le chrétien-démocrate Kiesinger prend la tête.                                                                               | 19 octobre 1965  | 19 octobre 1969   | (Liste des députés) |                    | Erhard II (1965-1966) Kiesinger (1966-1969)  |
| 6e          | 1969     | Coalition sociale-libérale, Willy Brandt chancelier. | 20 octobre 1969  | 13 décembre 1972  | (Liste des députés) |                    | Brandt I                                     |
| 7e          | 1972     | Le SPD devient le premier parti, confirmation de la coalition sociale-libérale. | 13 décembre 1972 | 13 septembre 1976 | (Liste des députés) |                    | Brandt II (1972-1974) Schmidt I (1974-1976)  |
| 8e          | 1976     | Confirmation de la coalition de Helmut Schmidt, chancelier depuis 1974. | 14 décembre 1976 | 4 novembre 1980   | (Liste des députés) |                    | Schmidt II                                   |
| 9e          | 1980     | Dernière victoire de la coalition sociale-libérale. Mais en 1982, les libéraux changent de partenaire, nouvelle coalition entre les conservateurs et les libéraux derrière Helmut Kohl.                        | 4 novembre 1980  | 29 mars 1983      | (Liste des députés) |                    | Schmidt III (1980-1982)                      |
| 9e          | 1980     | Dernière victoire de la coalition sociale-libérale. Mais en 1982, les libéraux changent de partenaire, nouvelle coalition entre les conservateurs et les libéraux derrière Helmut Kohl.                        | 4 novembre 1980  | 29 mars 1983      | (Liste des députés) | Kohl I (1982-1983) |                                              |
| 10e         | 1983     | Confirmation de la coalition noire-jaune, entrée des Verts. | 29 mars 1983     | 18 février 1987   | (Liste des députés) |                    | Kohl II                                      |
| 11e         | 1987     | Confirmation de la coalition, la Chambre du peuple de RDA y est intégrée les deux derniers mois. | 18 février 1987  | 20 décembre 1990  | (Liste des députés) |                    | Kohl III                                     |
| 12e         | 1990     | Réunification et entrée officielle des socialistes-démocrates. | 20 décembre 1990 | 10 novembre 1994  | (Liste des députés) |                    | Kohl IV                                      |
| 13e         | 1994     | Cinquième et dernière victoire de Helmut Kohl (cinq sièges d'avance). | 10 novembre 1994 | 26 octobre 1998   | (Liste des députés) |                    | Kohl V                                       |
| 14e         | 1998     | Victoire de Gerhard Schröder (coalition rouge-verte). | 26 octobre 1998  | 17 octobre 2002   | (Liste des députés) |                    | Schröder I                                   |
| 15e         | 2002     | Coalition confirmée de peu (quatre sièges d'avance). | 17 octobre 2002  | 18 octobre 2005   | (Liste des députés) |                    | Schröder II                                  |
| 16e         | 2005     | Entrée de Die Linke, aboutissant à une grande coalition derrière Angela Merkel. | 18 octobre 2005  | 27 octobre 2009   | (Liste des députés) |                    | Merkel I                                     |
| 17e         | 2009     | Succès des trois petits partis, première coalition noire-jaune depuis 11 ans. | 27 octobre 2009  | 22 octobre 2013   | (Liste des députés) |                    | Merkel II                                    |
| 18e         | 2013     | La CDU/CSU rate la majorité absolue de cinq sièges, le FDP est exclu pour la première fois du Bundestag. | 22 octobre 2013  | 24 octobre 2017   | (Liste des députés) |                    | Merkel III                                   |
| 19e         | 2017     | Pour la première fois depuis la Seconde Guerre mondiale, l'extrême droite est représentée au Bundestag avec l'AfD, le FDP fait son retour et le SPD n'a jamais eu une aussi faible représentation depuis 1949. | 24 octobre 2017  | 26 octobre 2021   | (Liste des députés) |                    | Merkel IV                                    |
| 20e         | 2021     | Le SPD mené par Olaf Scholz arrive en tête, première coalition en feu tricolore avec les écologistes et les libéraux, première coalition à trois partis depuis plus de 60 ans.                                 | 26 octobre 2021  | 25 mars 2025      | (Liste des députés) |                    | Scholz                                       |
| 21e         | 2025     | Disparition du FDP. | 25 mars 2025     | en cours          | (Liste des députés) |                    | Merz                                         |